# 20300 Arjunsuri
20300 Arjunsuri este un asteroid din centura principală de asteroizi.

## Descriere
20300 Arjunsuri este un asteroid din centura principală de asteroizi. A fost descoperit pe 24 martie 1998 la Socorro, New Mexico, în cadrul proiectului LINEAR. Asteroidul prezintă o orbită caracterizată de o semiaxă mare de 2,33 ua, o excentricitate de 0,08 și o înclinație de 7,4° în raport cu ecliptica.